# Chimarra peruviana
Chimarra peruviana là một loài Trichoptera trong họ Philopotamidae. Chúng phân bố ở vùng Tân nhiệt đới.